# AppImage
AppImage, anteriormente conhecido como klik e PortableLinuxApps, é um sistema de gerenciamento e formato de pacote para distribuição de aplicativos portáteis no Linux sem a necessidade de permissões administrativas para instalar.

## Características
O AppImage pretende ser um sistema de implementação de aplicações para Linux com os seguintes objetivos: simplicidade, compatibilidade binária, distro agnosticismo, nenhuma instalação, nenhuma permissão de raiz, ser portátil, e manter o sistema operacional subjacente intocado.
O AppImage inclui todas as bibliotecas das quais o programa depende e que ainda não fazem parte do sistema operacional visado. Um AppImage da versão 1.0 é um ficheiro ISO 9660 Rock Ridge (que pode ser opcionalmente zisofs comprimido) contendo um AppDir mínimo e um tempo de execução minúsculo.

## AppImageHub
O AppImageHub é uma loja de AppImages que substituiu o antigo site de dowloads da maioria dos AppImages.